# Sponge cake
Le sponge cake (français européen) ou gâteau éponge (français canadien) est un gâteau anglais à base de génoise, très aéré, d'où son nom de gâteau « éponge ». Une variante du sponge cake est connue sous le nom de Victoria Sponge Cake ou Victoria Sandwich, c'est-à-dire le « gâteau » ou « sandwich de la reine Victoria ».

## Origines
Les origines du sponge cake sont variées.

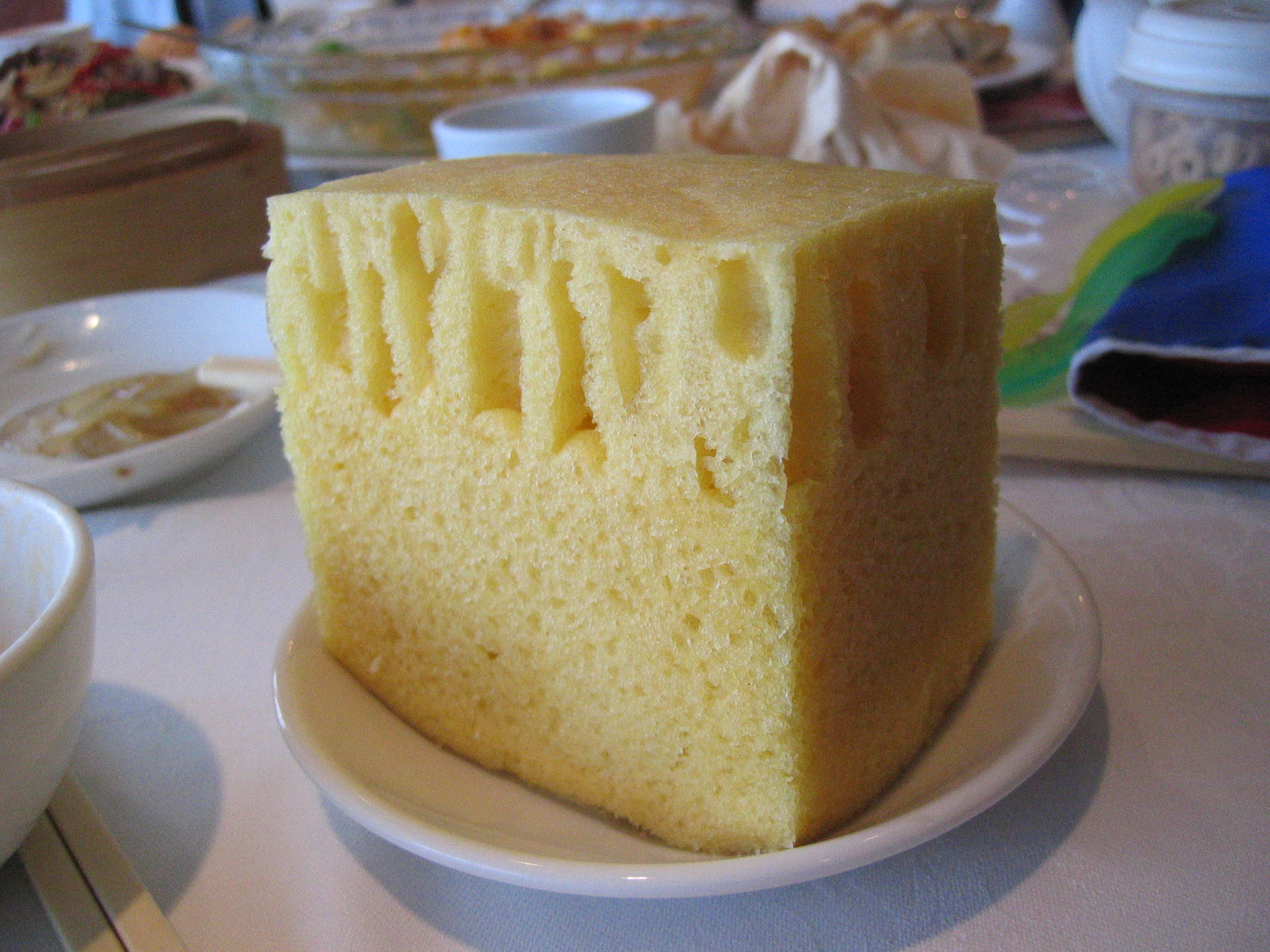
Sponge cake cuit.

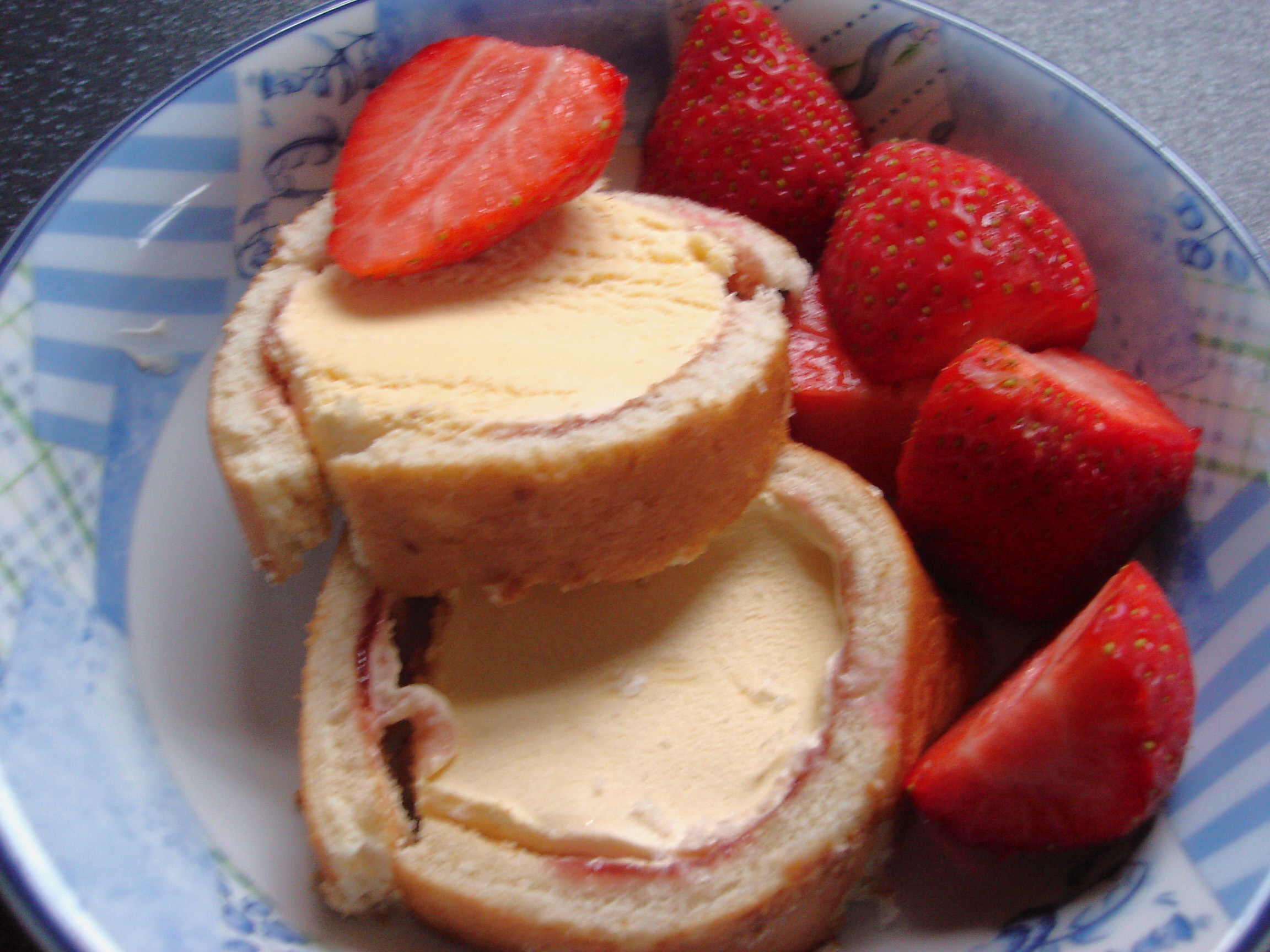
Arctic roll, dessert incluant une couche de sponge cake.

La première recette de sponge cake a été rédigée par un poète anglais nommé Gervase Markham en 1615, dans son livre The English Huswife, Containing the Inward and Outward Virtues Which Ought to Be in a Complete Woman. Ces gâteaux étaient néanmoins plus croquants, comme les cookies actuels.
Le biscuit de Savoie est un autre ancêtre possible du sponge cake. Il s'agit d'un gâteau à pâte très légère, normalement cuit dans un moule à kouglof. Son origine remonte au XIVe siècle quand en 1358 à Chambéry le comte Amédée VI de Savoie a demandé à son pâtissier de créer un gâteau aussi léger qu'une plume.

## Préparation
Les ingrédients classique du gâteau « éponge, » sont les œufs, le sucre glace, la margarine ou le beurre doux, la farine de blé et le cacao en poudre. Des arômes ou des colorants peuvent être ajoutés à la pâte selon le dessert préparé, comme pour un coffee cake ou pour un gâteau arc-en-ciel par exemple. La texture de la pâte s'obtient grâce au mixage du beurre et du sucre en début de préparation. La cuisson dure 20 minutes, puis on laisse le biscuit refroidir.

## Victoria Sponge Cake
Le nom du gâteau fait référence à la reine Victoria, le sponge cake étant servi à la cour pendant le célèbre thé de l'après-midi (high tea). Anna, la duchesse de Bedford, une des favorites de la reine Victoria, est à l'origine de cette idée. Elle trouvait que les après-midi étaient longues et que la faim se faisait ressentir. Le Victoria sponge cake a été inventé pour accompagner le thé, ce qui était novateur à l'époque. La reine a tout de suite adoré l'idée et les petits gâteaux servis sont devenus ses préférés.
Un véritable Victoria Sponge cake consiste en une confiture de framboises et de la crème à la vanille, insérées entre deux couches de génoise. La recette du gâteau est la même que celle d'un sponge cake classique ; ici, il faut juste réaliser une crème au beurre vanillée. Pour ceci, il faut : du beurre, du sucre glace et de l'essence de vanille. Battre le beurre jusqu'à obtention d'une consistance crémeuse. Ajouter le sucre glace petit à petit, continuer à battre pendant l'ajout. Incorporer ensuite l'essence de vanille. Pour assembler les génoises : la méthode habituelle consiste à étaler de la confiture sur le biscuit du bas et de la crème au beurre sur celui du haut. Il suffit ensuite d'appuyer légèrement sur les deux moitiés pour les assembler.